# Swobnica

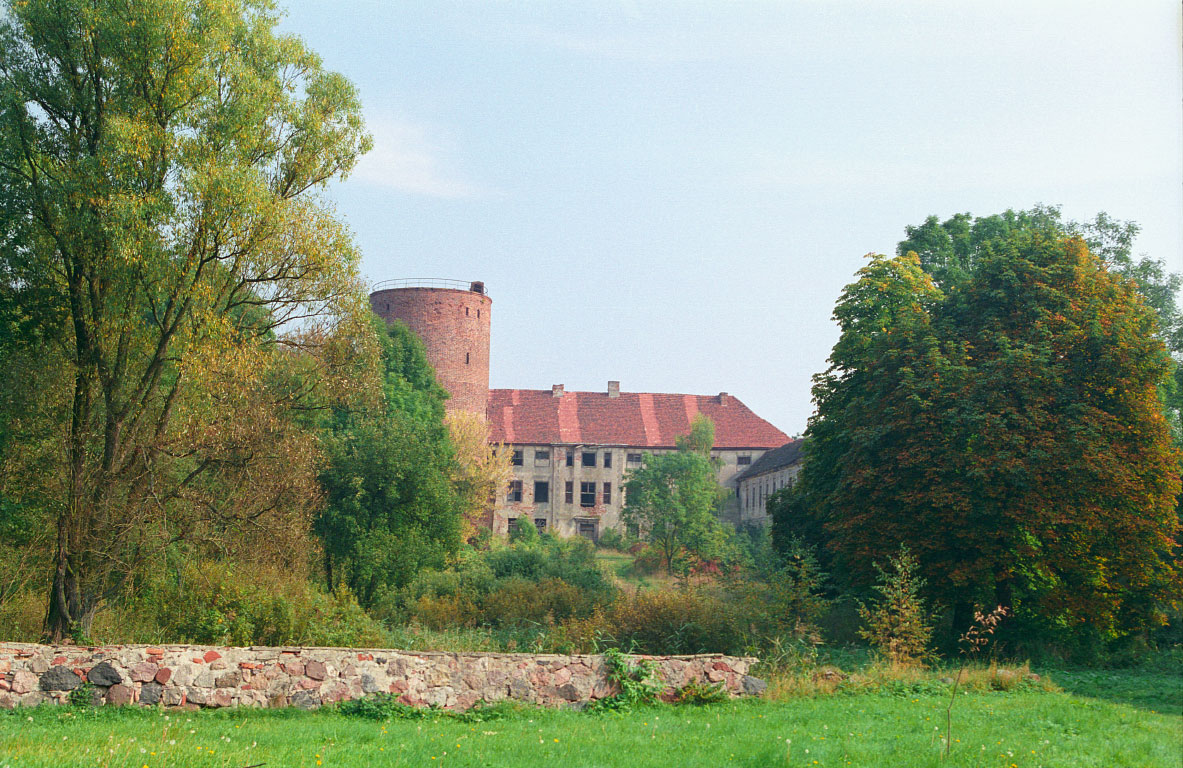
Slottsruinen

Swobnica, tyska: Wildenbruch in Pommern, är en by med omkring 700 invånare i nordvästra Polen, belägen i Banies kommun i Powiat gryfiński, Västpommerns vojvodskap.

## Geografi
Swobnica ligger omkring 50 kilometer söder om Szczecin vid Długiesjöns södra strand. De närmaste större städerna är Gryfino i nordväst, Chojna i sydväst och Pyrzyce i nordost. Närmaste gränsövergång till Tyskland ligger 28 kilometer västerut.